# Ramadi-Stauwehr
Das Ramadi-Stauwehr (arabisch سدة الرمادي, DMG Sadd ar-Ramādī) liegt zwei Kilometer westlich der irakischen Stadt Ramadi am Euphrat. Es dient dem Hochwasserschutz der flussabwärts liegenden Gebiete und Orte, indem die Hochwasserwelle über einen Kanal in den etwa 12 Kilometer südlich liegenden al-Habbaniyya-See geleitet werden kann. Große Wassermengen können über einen weiteren Kanal vom al-Habbaniyya-See in den Razzaza-See abfließen. Das Stauwehr hat selbst keinerlei Stauvolumen. Durch die inzwischen in den türkischen und syrischen Abschnitten des Euphrats gebauten Talsperren hat es seine Bedeutung weitgehend verloren.
Das von 1952 bis 1956 nach den Plänen des britischen Ingenieurbüros Coode & Partners von dem französischen Unternehmen Hersent erstellte Bauwerk besteht aus zwei Teilen: Der Euphrat kann von einem 209 m langen geradlinigen Stauwehr gesperrt werden, das 26 jeweils 6 m breite, manuell oder elektrisch zu bedienende Hubtore hat sowie eine Schleuse für die heute ebenfalls nicht mehr existierende Schifffahrt. Der zum al-Habbaniyya-See führende Kanal wird durch ein ähnliches, 192 m langes Stauwehr mit 25 Toren gesperrt, das keine Schleuse hat. Beide Stauwehre dienen gleichzeitig als zweispurige Straßenbrücke.
Der sogenannte Islamische Staat soll das Stauwehr nach der Eroberung im Mai 2015 benutzt haben, den Ortschaften unter der Kontrolle der irakischen Regierung die Wasserversorgung zu sperren. Ende Dezember 2015 wurden Ramadi und das Stauwehr von der irakischen Armee zurückerobert.